# Palencia de Negrilla
Palencia de Negrilla ist eine kleine westspanische Gemeinde (municipio) in der Provinz Salamanca in der Autonomen Gemeinschaft Kastilien-León. 2024 hatte die Gemeinde 138 Einwohner. Die Nachbargemeinde Negrilla de Palencia liegt östlich.

## Geographie
Palencia de Negrilla befindet sich etwa 14 Kilometer nordnordöstlich vom Stadtzentrum der Provinzhauptstadt Salamanca in einer Höhe von ca. 825 m. 

## Bevölkerungsentwicklung
| Jahr      | 1900 | 1920 | 1950 | 1970 | 1981 | 1991 | 2001 | 2011 | 2021 |
| Einwohner | 636  | 584  | 567  | 373  | 260  | 181  | 184  | 165  | 151  |

## Sehenswürdigkeiten
- Iglesia Parroquial de la Exaltación de la Cruz (Kirche Auferstehung Christi)

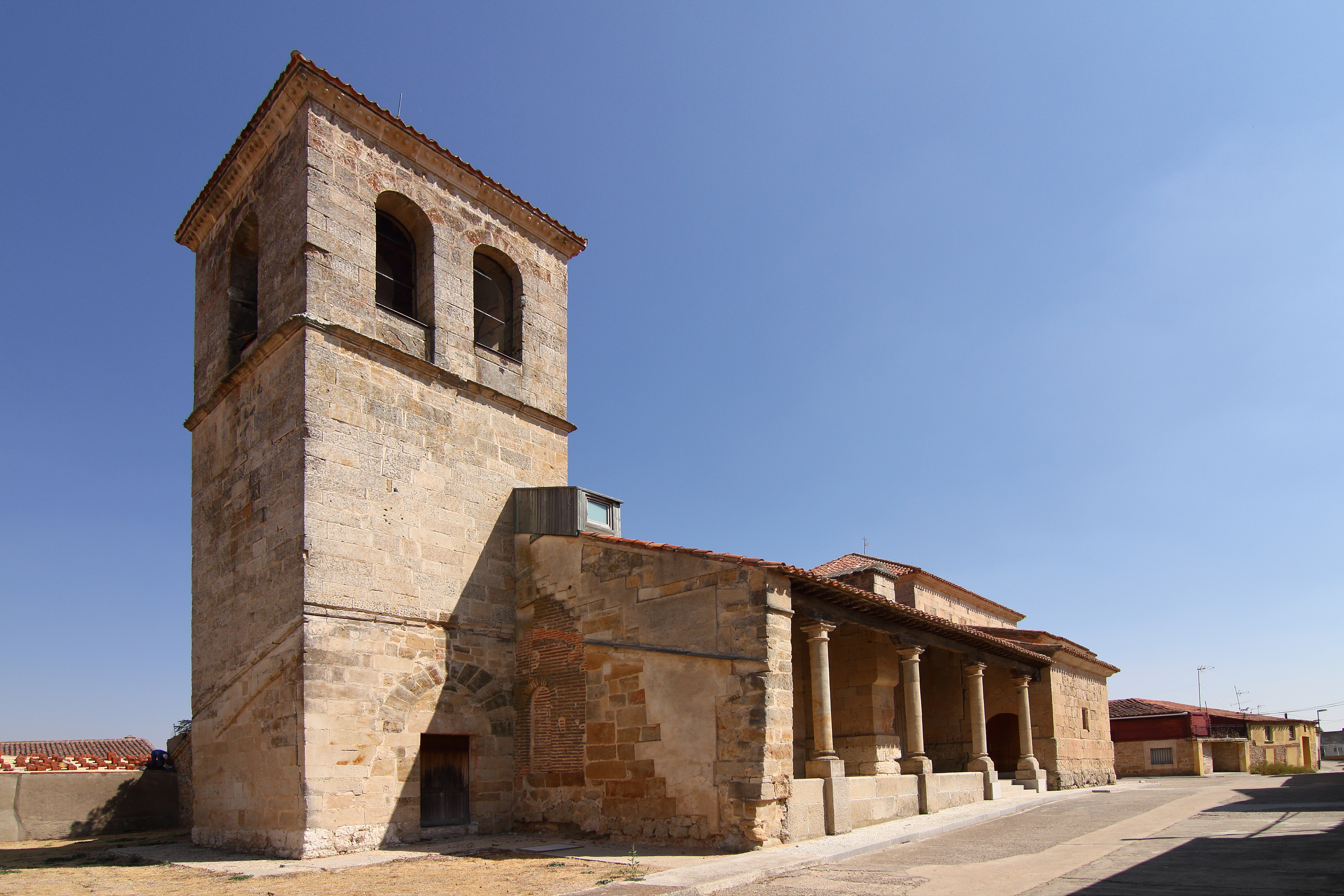
Kirche Auferstehung Christi
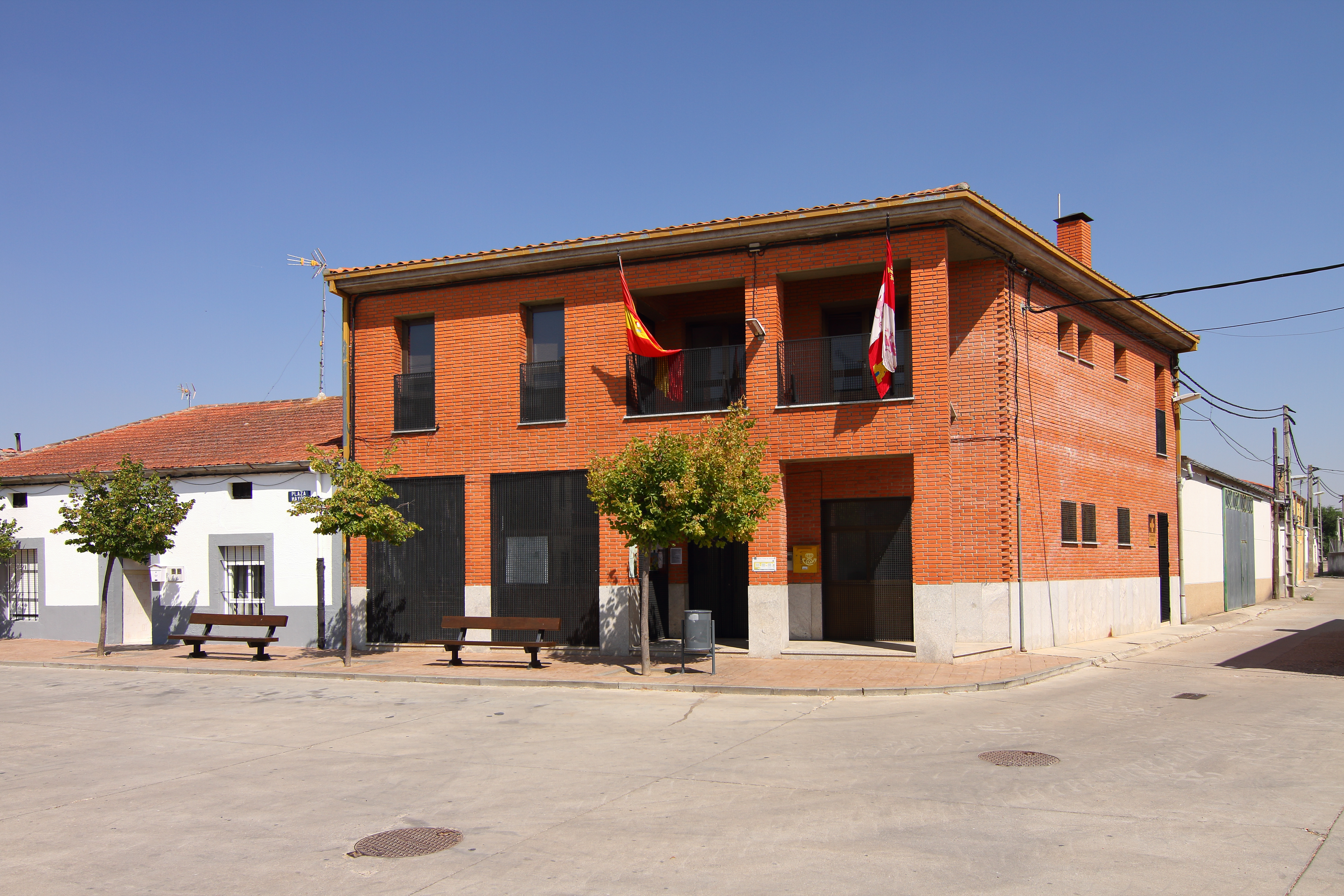
Rathaus